# Heřman Jakub Černín
Heřman Jakub Gottlieb hrabě Černín z Chudenic (25. července 1659 Vídeň – 8. srpna 1710 Praha) byl český šlechtic z rodu Černínů z Chudenic. Od mládí zastával úřady ve správě Českého království, uplatnil se mimo jiné jako diplomat. V letech 1704–1710 zastával funkci nejvyššího purkrabího. Na přelomu 17. a 18. století byl nejbohatším šlechticem v Českém království, rodové dědictví v severních a západních Čechách rozšířil o rozsáhlé dominium Jindřichův Hradec získané sňatkem. Z titulu svých funkcí patřil ke kritikům finanční politiky habsburské monarchie, sám ale poskytoval státu vysoké finanční půjčky, které výrazně zatížily rozpočet Černínů a v generaci jeho synů došlo ke ztrátě značné části majetku.

## Životopis

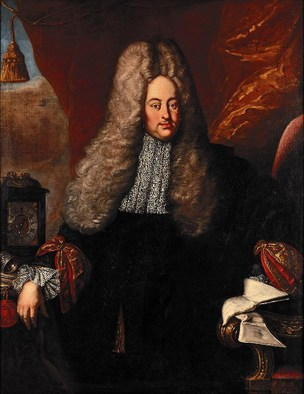
Heřman Jakub Černín z Chudenic

Pocházel ze šlechtického rodu Černínů z Chudenic, narodil se ve Vídni jako starší syn diplomata Humprechta Jana Černína (1628–1682) a jeho manželky, italské šlechtičny Diany z Gazzolda (1636–1687). V roce 1678 byl jmenován císařským komorníkem u dvora Leopolda I.
V letech 1678–1682 absolvoval kavalírskou cestu v německých zemích, Itálii, Francii, Španělsku a Portugalsku. Delší dobu strávil v Salzburgu, od léta do podzimu 1679 pobýval ve Florencii a na přelomu let 1679–1680 žil v Římě. Téměř celoroční pobyt poté absolvoval v Turíně (1680–1681), půl roku pak strávil v Madridu (1681–1682). V průběhu si vedl podrobný deník, který se již několikrát stal předmětem studia historiků, a díky tomu se jedná o jednu z nejlépe zdokumentovaných cest mladých šlechticů v 17. století. Na cestu dostával od svého otce 6060 zlatých ročně.
Po návratu z cest převzal v roce 1682 správu dědictví po otci, na svou studijní cestu pak ještě v letech 1683–1684 navázal pobytem v Holandsku. V roce 1686 byl jmenován členem říšské dvorní rady. a v dubnu 1689 převzal v Čechách funkci nejvyššího maršálka spojenou také s postem člena sboru místodržících. Od února do května 1695 byl velvyslancem císaře Leopolda I. ve Varšavě, kde se snažil přesvědčil krále Jana III. Sobieského, aby Polsko-litevská unie setrvala po boku císaře v boji proti Turkům. Z pozice předního šlechtice habsburské monarchie kladl Heřman Jakub během diplomatické mise velký důraz na reprezentaci, přijetí finančně nákladné cesty v sobě skrývalo mimo jiné ambici dosáhnout prestižního Řádu zlatého rouna, který však nezískal. Měl s sebou doprovod v počtu 85 osob a jen za livreje pro služebnictvo zaplatil přes 8 000 zlatých. Odmítl také bydlet v domě předchozího vyslance hraběte Martinice a pronajal si mnohem honosnější palác v centru Varšavy. Své postavení demonstroval také několka stížnostmi v otázce drobných přehmatů v etiketě ze strany hostitelů. I přes velmi reprezentativní vystupování si náklonnost krále nezískal a zanechal po sobě nevyřešený spor. Jeho angažování se mu ale nakonec vyplatilo, protože vedlo k zisku vyšších zemských funkcí. V letech 1700–1704 zastával úřad nejvyššího zemského hofmistra. Nakonec v roce 1704 stanul v čele zemské správy Českého království ve funkci nejvyššího purkrabího, tento úřad zastával až do smrti.   
Zemřel v roce 1710 v Černínském paláci v Praze. Pochován byl v kapli sv. Zikmunda v katedrále sv. Víta v Praze. Jeho srdce bylo uloženo v Kosmonosích.

## Majetek

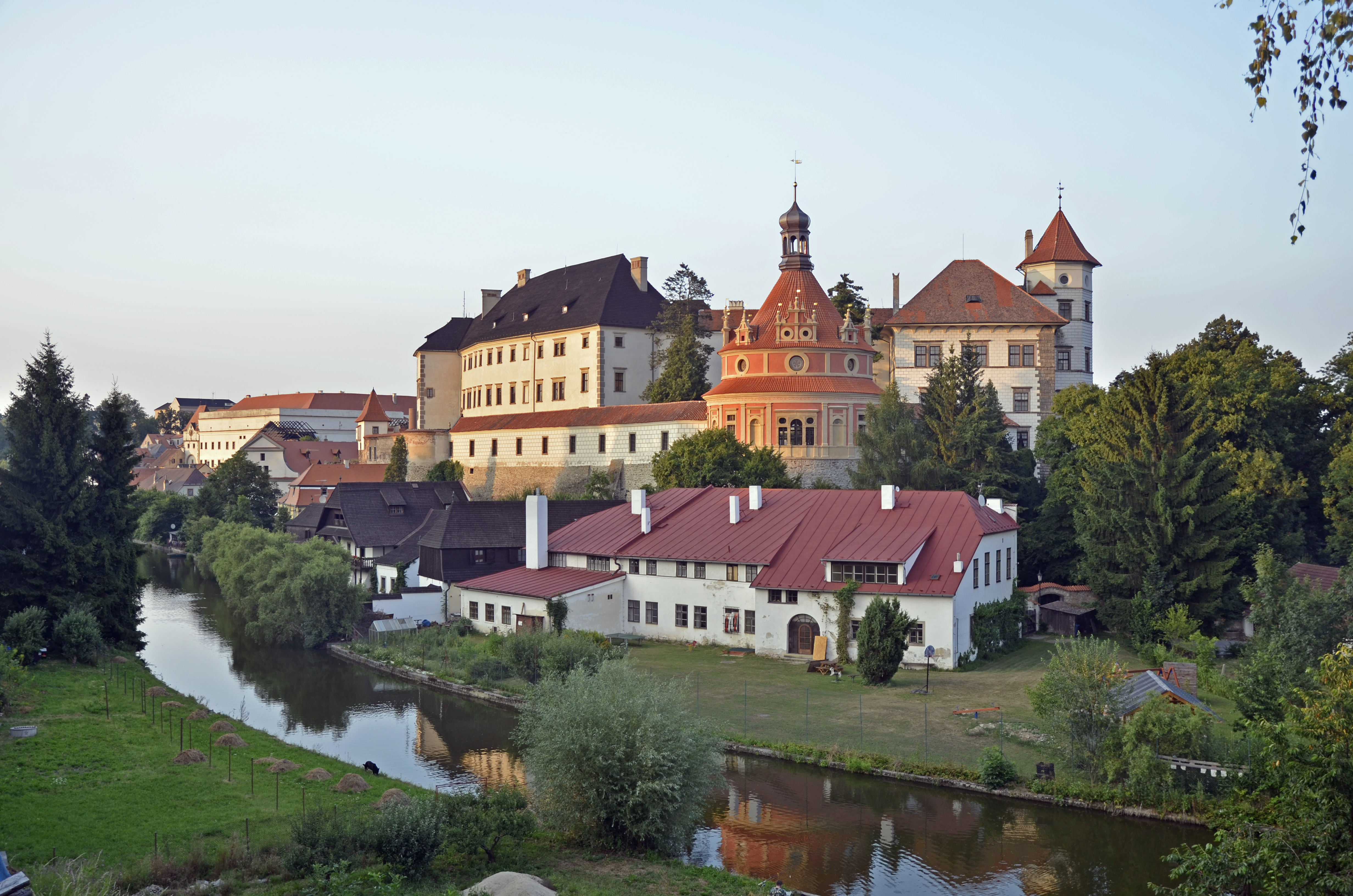
Zámek v Jindřichově Hradci, od roku 1694 hlavní rezidence rozsáhlého dominia Heřmana Jakuba Černína

Po otci byl dědicem rozsáhlých statků v severních, západních a středních Čechách (Krásný Dvůr, Petrohrad, Stružná, Kostomlaty, Kosmonosy, Vinoř), většina z nich byla vázána statutem fideikomisu zřízeného v roce 1650 Heřmanem Černínem. Součástí fideikomisu byl také pražský Černínský palác na Hradčanech, k jehož dokončení byl Heřman Jakub zavázán závětí svého otce. V paláci později umístil bohaté umělecké sbírky, které zdědil po obou rodičích, k budování černínské obrazárny přispěl také sám vlastními akvizicemi na zahraničních cestách. K otcovskému dědictví patřilo také panství Mělník, které však Černínové vlastnili jako zástavu, Heřman Jakub vykoupil mělnické panství do dědičného vlastnictví v roce 1687 za sumu 250 000 zlatých. K Mělníku později ještě přikoupil další sousední statky (Mělnické Vtelno), 1694). Mimo fideikomis stálo také západočeské panství Chudenice, nejstarší rodové sídlo Černínů. K tomuto statku přikoupil Heřman Jakub v roce 1700 sousední panství s hradem Švihov od zadlužené větve chudenických Černínů.
Hlavním sídlem Heřmana Jakuba Černína byl od roku 1694 Jindřichův Hradec, který získal sňatkem s dědičkou vymírajícího rodu Slavatů. Podle daňového přiznání z roku 1703 byl Heřman Jakub nejbohatším šlechticem v Čechách, patřilo mu 22 panství a statků celkem v devíti krajích.
Na svých statcích byl Heřman Jakub aktivním stavebníkem a mecenášem. Dokončil výstavbu hlavní rodové rezidence v Praze (Černínský palác), stavební úpravy inicioval na zámku Mělník a na mělnickém panství nechal postavit lovecký zámek Hořín (1696–1699). Aktivity svého otce následoval také v Kosmonosích, kde vznikala barokní koncepce venkovského šlechtického sídla (zámku Kosmonosy) se sakrální architekturou (loretánská kaple, kostel Povýšení sv. Kříže, piaristická kolej). Čerínským dvorním architektem byl v letech 1696–1709 Giovanni Battista Alliprandi, který byl také autorem většiny projektů na panstvích Heřmana Jakuba.
Výjimečnou kapitolou v dějinách české šlechty jsou finanční transakce Heřmana Jakuba Černína ve vztahu ke státu. Již v letech 1686–1689 poskytl císaři půjčky ve výši 600 000 zlatých, formu úvěru mělo de facto i vykoupení mělnického panství ze zástavy do dědičného vlastnictví v roce 1687. Koncem 17. století patřil Heřman Jakub vedle Ferdinanda Schwarzenberga k největším věřitelům státu. Dalších 400 000 zlatých zapůjčil státu v roce 1701. Ke zcela neobvyklé transakci došlo v roce 1704, kdy před převzetím postu nejvyššího purkrabího poskytl dvorské komoře úvěr ve výši 1,2 miliónu zlatých. Učinil tak pod nátlakem státních úřadů v době války o španělské dědictví, ale i když se tím dostal do finančních problémů, jednalo se o otázku vysoké prestiže české šlechty a ojedinělý případ, kdy jednotlivec poskytl státu tak vysoký úvěr. Dvorská komora nicméně dodržovala splátkový kalendář a Černín inkasoval v letech 1700–1710 téměř půl miliónu zlatých na úrocích, většina z této sumy ale padla na splácení jeho dalších úvěrů vzniklých nároky na reprezentaci a stavebními zakázkami.

## Rodina
Oženil se 13. ledna 1686 v Praze s dědičkou jindřichohradeckého dominia Marií Josefou Slavatovou z Chlumu a Košumberka (2. 2. 1667 Vídeň – 10. 8. 1708 Jindřichův Hradec), dcerou Jana Jiřího Jáchyma Slavaty a jeho manželky Marie Markéty Alžběty z Trautsonu. Podruhé se oženil 1. září 1709 s hraběnkou Annou Josefou z Küenburgu (11. 6. 1685 – 4. 3. 1755), neteří pražského arcibiskupa Františka Ferdinanda Khünburga.

### Potomci
- 1. [z 1. manž.] Marie Markéta (11. 7. 1689 – 4. 7. 1725)
  - ∞ (17. 11. 1704) František Josef z Valdštejna (25. 10. 1680 – 19. 2. 1722), moravský zemský hejtman
- 2. [z 1. manž.] František Josef (6. 3. 1696 Vídeň – 4. 3. 1733 Vídeň)
  - ∞ (12. 5. 1717 Brusel) Marie Isabella de Merode-Westerloo (13. 10. 1703 – 1. 4. 1780)
- 3. [z 1. manž.] Marie Gabriela (* asi 1699)
- 4. [z 2. manž.] František Antonín (30. 6. 1710 – 20. 12. 1739)
  - ∞ (31. 5. 1735) Marie Isabella de Merode-Westerloo (13. 10. 1703 – 1. 4. 1780)

Heřmanův mladší bratr Tomáš Zacheus Černín z Chudenic (1660–1700) zdědil z otcova majetku panství v jižních Čechách (Lnáře, Landštejn), kde se také uplatnil jako stavebník a mecenáš katolické církve.